# Mihalek Zsuzsa
Mihalek Zsuzsa (Budapest, 1966  –) Oscar- és BAFTA-díjas magyar díszletberendező. A Szegény párák (angol címe: Poor Things) című filmért Oscar-díjat nyert a legjobb díszlet tervezés kategóriában.
A 77. British Academy Film Awards díjátadón BAFTA-díjat nyert a legjobb produkciós dizájn kategóriában. Győzelmében Shona Heath és James Price osztozott.

## Élete
17 éves kora körül fogalmazódott meg benne a vágy, hogy filmrendező legyen. 1986-ban az Expressz újságban megjelent hirdetésre jelentkezett egy filmgyártó cégnél belsőépítészi gyakorlatra, és felajánlották neki az állást. Ezután gyakornokként dolgozott ennél a cégnél különböző díszlettervezőkkel és dekoratőrökkel, majd 1992-től önállóan dolgozott. Számos magyar filmalkotásban vett részt, kezdve a Kalózok, a Csinibaba és a Szamba, majd a Londoni randevú, a Made in Hungária, a Werckmeister harmóniák és az Argo című filmekben.[forrás?] Nemzetközi produkciók díszletterveit is ő készítette Magyarországon. Ezek közé tartozik az Atomszőke és a Suszter, szabó, baka, kém.[forrás?]
Mihalek Zsuzsa körülbelül 2013-2014 óta dolgozik a budapesti Pioneer Production Kft. filmgyártó cégnél. Sok reklámfilmben is közreműködött, de nem ezt tekinti kedvenc műfajának, és inkább játékfilmeken dolgozik.[forrás?]

## Fordítás
Ez a szócikk részben vagy egészben  a   Zsuzsa Mihalek című német Wikipédia-szócikk ezen változatának fordításán alapul.  Az eredeti cikk szerkesztőit annak laptörténete sorolja fel. Ez a jelzés csupán a megfogalmazás eredetét és a szerzői jogokat jelzi, nem szolgál a cikkben szereplő információk forrásmegjelöléseként.